# أراليا ثنائية التفرض

أراليا ثنائية التفرض (الاسم العلمي:Aralia bicrenata)  هو نوع من النباتات يتبع جنس الأراليا من الفصيلة الأرالية                            .	